# Emiratul Caucaz
Emiratul Caucaz (în cecenă Имарат Кавказ Imarat Kavkaz; în rusă Кавказский Эмират Kavkazski Emirat; în arabă: إمارة القوقاز الإسلامية) cunoscut și ca  Emiratul Caucazian, este o entitate statală fictivă auto-proclamată, succesoare parțială a Republicii Cecene Icikeria a fost oficial anunțat pe data de 31 october 2007 de către fostul președinte al Icikeriei Dokka Umarov, care a devenit primul Emir. Ramura sa militară este organizația Frontul Caucazian. Atât Federația Rusă cât și Statele Unite au calificat Emiratul Caucaz drept o organizație teroristă. Guvernul Statelor Unite a oferit 5 milioane de dolari SUA pentru informații ce-ar duce la capturarea liderului grupării - Dokka Umarov. Pe 29 iulie 2011, Comitetul Sancțiunilor pentru Al-Qaida și Talibani din cadrul Organizației Națiunilor Unite a adăugat Emiratul Caucaz în lista entităților asociate cu Al-Qaeda.

O variantă propusă de împărțire administrativă a Emiratului Caucaz

## Legături externe
- Ummah News ru
- Imam TV ru
- Shamil Online